# Stiftung Kinder forschen
Die gemeinnützige Stiftung Kinder forschen engagiert sich seit 2006 für eine bessere Bildung von Mädchen und Jungen im Kindertagesstätten- und Grundschulalter in den Bereichen Naturwissenschaften, Mathematik, Informatik, Technik und Bildung für nachhaltige Entwicklung (BNE). Mit einem bundesweiten Fortbildungsprogramm werden pädagogische Fach- und Lehrkräfte dabei unterstützt, den Entdeckergeist von Kindern zu fördern und sie qualifiziert beim Forschen zu begleiten. Die Stiftung will damit einen Beitrag zur Verbesserung von Bildungschancen, zur Nachwuchsförderung in den sogenannten MINT-Fächern (Mathematik, Informatik, Naturwissenschaft und Technik) und zur Professionalisierung des pädagogischen Personals leisten.
Partner der Stiftung sind die Siemens Stiftung, die Dietmar Hopp Stiftung und die Dieter Schwarz Stiftung (Friede Springer Stiftung bis Ende 2023). Seit 2008 fördert das Bundesministerium für Bildung und Forschung die Stiftung – seit 2021 als institutionelle Förderung.
Die Stiftung wurde 2008 als „Stiftung Haus der kleinen Forscher“ gegründet und am 10. Mai 2023 in „Stiftung Kinder forschen“ umbenannt.
Seit dem 1. März 2024 ist Tobias Ernst Vorstandsvorsitzender der Stiftung Kinder forschen.

## Netzwerkstruktur
Um Kitas, Horte und Grundschulen in ganz Deutschland zu erreichen, arbeitet die Stiftung Kinder forschen mit über 200 lokalen Netzwerkpartnern zusammen.
Die Bildungsstiftung berät die Netzwerkpartner und stellt ihnen Konzepte, Arbeitsunterlagen und Inhalte zur Verfügung. Außerdem bildet sie die Trainerinnen und Trainer fort.
Die Netzwerkpartner sind hauptsächlich Bildungsinstitutionen, Städte/Landkreise, Wirtschaftsverbände und Kita-Träger. Sie organisieren und koordinieren die lokalen Fortbildungen für pädagogische Fach- und Lehrkräfte. Trainerinnen und Trainer setzen die Fortbildungen dann in enger Abstimmung mit den Netzwerkpartnern um.

## Pädagogischer Ansatz
Die Stiftung Kinder forschen geht von folgendem Bild vom Kind aus:
- Kinder sind reich an Vorwissen und Kompetenzen
- Kinder wollen von sich aus lernen
- Kinder gestalten ihre Bildung und Entwicklung aktiv mit
- Kinder sind individuelle Persönlichkeiten
- Kinder haben Rechte

Diese Annahmen bilden die Grundlage für das pädagogische Handeln.
Zudem wird der Bildungsansatz der Stiftung von der pädagogischen Leitlinie Ko-Konstruktion geprägt. Das bedeutet, dass Kinder und ihre pädagogischen Begleiter Lernprozesse gemeinsam gestalten. Bei der erfolgreichen Gestaltung solcher ko-konstruktiven Lernprozesse nehmen die pädagogischen Fach- und Lehrkräfte die Kinder als aktive Gestalter von Wissen und Kultur wahr. Sie benötigen eine sehr hohe Bereitschaft, mit den Mädchen und Jungen zu kommunizieren, eine fragende und reflektierende Haltung gegenüber den eigenen Lernprozessen und denen des Kinds einzunehmen, aber auch Mut, ihre eigenen offenen Fragen in den Prozess einzubringen.